# Liste des lauréats des prix Acfas
Les prix Acfas, remis par l'Acfas, récompensent depuis 1944 les chercheuses et chercheurs de toutes disciplines. Chaque année, l'association remet 10 prix aux scientifiques ayant atteint une maturité reconnue dans leur carrière. 
Depuis quelques années, l'Acfas remet aussi des prix à des chercheuses et des chercheurs de la relève : maîtrise et doctorat.

## Liste des lauréats
| Année | Prix A.-Pouliot        | Prix A.-Laurendeau               | Prix Collaboration interordre | Prix D.-Barbeau            | Prix G.-Paquet   | Prix J.-Rousseau              | Prix J.-Lapointe     | Prix J.-A.-Bombardier                                                     | Prix L.-Pariseau         | Prix M.-Jurdant                    | Prix P.-Dansereau    | Prix M.-Vincent Prix T.-G.-Décarie    | Prix U.-Archambault                    |
| ----- | ---------------------- | -------------------------------- | ----------------------------- | -------------------------- | ---------------- | ----------------------------- | -------------------- | ------------------------------------------------------------------------- | ------------------------ | ---------------------------------- | -------------------- | ------------------------------------- | -------------------------------------- |
| 1944  | —                      | —                                | —                             | —                          | —                | —                             | —                    | —                                                                         | Frère Marie-Victorin     | —                                  | —                    | —                                     | —                                      |
| 1945  | —                      | —                                | —                             | —                          | —                | —                             | —                    | —                                                                         | Paul-Antoine Giguère     | —                                  | —                    | —                                     | —                                      |
| 1946  | —                      | —                                | —                             | —                          | —                | —                             | —                    | —                                                                         | Marius Barbeau           | —                                  | —                    | —                                     | —                                      |
| 1947  | —                      | —                                | —                             | —                          | —                | —                             | —                    | —                                                                         | Jacques Rousseau         | —                                  | —                    | —                                     | —                                      |
| 1948  | —                      | —                                | —                             | —                          | —                | —                             | —                    | —                                                                         | Léo Marion               | —                                  | —                    | —                                     | —                                      |
| 1949  | —                      | —                                | —                             | —                          | —                | —                             | —                    | —                                                                         | Jean Bruchési            | —                                  | —                    | —                                     | —                                      |
| 1950  | —                      | —                                | —                             | —                          | —                | —                             | —                    | —                                                                         | Louis-Charles Simard     | —                                  | —                    | —                                     | —                                      |
| 1951  | —                      | —                                | —                             | —                          | —                | —                             | —                    | —                                                                         | Cyrias Ouellet           | —                                  | —                    | —                                     | —                                      |
| 1952  | —                      | —                                | —                             | —                          | —                | —                             | —                    | —                                                                         | Louis-Paul Dugal         | —                                  | —                    | —                                     | —                                      |
| 1953  | —                      | —                                | —                             | —                          | —                | —                             | —                    | —                                                                         | Guy Frégault             | —                                  | —                    | —                                     | Ernest Cormier                         |
| 1954  | —                      | —                                | —                             | —                          | —                | —                             | —                    | —                                                                         | Pierre Demers            | —                                  | —                    | —                                     | Armand Frappier                        |
| 1955  | —                      | —                                | —                             | —                          | —                | —                             | —                    | —                                                                         | René Pomerleau           | —                                  | —                    | —                                     | Adrien Pouliot                         |
| 1956  | —                      | —                                | —                             | —                          | —                | —                             | —                    | —                                                                         | Marcel Rioux             | —                                  | —                    | —                                     | —                                      |
| 1957  | —                      | —                                | —                             | —                          | —                | —                             | —                    | —                                                                         | —                        | —                                  | —                    | —                                     | Gustave Prévost                        |
| 1958  | —                      | —                                | —                             | —                          | —                | —                             | —                    | —                                                                         | Roger Gaudry             | —                                  | —                    | —                                     | Joseph-Alphonse Ouimet                 |
| 1959  | —                      | —                                | —                             | —                          | —                | —                             | —                    | —                                                                         | Lionel Daviault          | —                                  | —                    | —                                     | Georges-Henri Lévesque                 |
| 1960  | —                      | —                                | —                             | —                          | —                | —                             | —                    | —                                                                         | Marcel Trudel            | —                                  | —                    | —                                     | Arthur Surveyer                        |
| 1961  | —                      | —                                | —                             | —                          | —                | —                             | —                    | —                                                                         | Raymond U. Lemieux       | —                                  | —                    | —                                     | Fernand Seguin                         |
| 1962  | —                      | —                                | —                             | —                          | —                | —                             | —                    | —                                                                         | Charles-Philippe Leblond | —                                  | —                    | —                                     | —                                      |
| 1963  | —                      | —                                | —                             | —                          | —                | —                             | —                    | —                                                                         | Lionel Groulx            | —                                  | —                    | —                                     | Alphonse-Olivier Dufresne              |
| 1964  | —                      | —                                | —                             | —                          | —                | —                             | —                    | —                                                                         | Larkin Kerwin            | —                                  | —                    | —                                     | Pierre Gendron                         |
| 1965  | —                      | —                                | —                             | —                          | —                | —                             | —                    | —                                                                         | Pierre Dansereau         | —                                  | —                    | —                                     | Jacques Genest                         |
| 1966  | —                      | —                                | —                             | —                          | —                | —                             | —                    | —                                                                         | Noël Mailloux            | —                                  | —                    | —                                     | William Gauvin                         |
| 1967  | —                      | —                                | —                             | —                          | —                | —                             | —                    | —                                                                         | Albéric Boivin           | —                                  | —                    | —                                     | Jean-Paul Gignac                       |
| 1968  | —                      | —                                | —                             | —                          | —                | —                             | —                    | —                                                                         | Léonard-Francis Bélanger | —                                  | —                    | —                                     | Jean-Louis Boivin                      |
| 1969  | —                      | —                                | —                             | —                          | —                | —                             | —                    | —                                                                         | Fernand Dumont           | —                                  | —                    | —                                     | Paul David                             |
| 1970  | —                      | —                                | —                             | —                          | —                | —                             | —                    | —                                                                         | Bernard Belleau          | —                                  | —                    | —                                     | Lionel Boulet                          |
| 1971  | —                      | —                                | —                             | —                          | —                | —                             | —                    | —                                                                         | Édouard Pagé             | —                                  | —                    | —                                     | Jacques Beaulieu                       |
| 1972  | —                      | —                                | —                             | —                          | —                | —                             | —                    | —                                                                         | Louis-Edmond Hamelin     | —                                  | —                    | —                                     | Claude Fortier                         |
| 1973  | —                      | —                                | —                             | —                          | —                | —                             | —                    | —                                                                         | Camille Sandorfy         | —                                  | —                    | —                                     | Albert Cholette                        |
| 1974  | —                      | —                                | —                             | —                          | —                | —                             | —                    | —                                                                         | Antoine D'Iorio          | —                                  | —                    | —                                     | Jean-Jacques Archambault Lionel Cahill |
| 1975  | —                      | —                                | —                             | —                          | —                | —                             | —                    | —                                                                         | Pierre Angers            | —                                  | —                    | Pierre Deslongchamps                  | Hans Selye                             |
| 1976  | —                      | —                                | —                             | —                          | —                | —                             | —                    | —                                                                         | Paul Marmet              | —                                  | —                    | Fernand Labrie                        | Roger Boucher                          |
| 1977  | —                      | —                                | —                             | —                          | —                | —                             | —                    | —                                                                         | Jacques De Repentigny    | —                                  | —                    | David Sankoff                         | Roger A. Blais                         |
| 1978  | —                      | —                                | —                             | —                          | —                | —                             | —                    | —                                                                         | Vincent Lemieux          | —                                  | —                    | Roger M. Leblanc                      | Michel Chrétien                        |
| 1979  | —                      | —                                | —                             | —                          | —                | —                             | —                    | —                                                                         | Pierre Deslongchamps     | —                                  | —                    | Georges Michaud                       | Joseph Hode-Keyser                     |
| 1980  | —                      | —                                | —                             | —                          | —                | —                             | —                    | Jacques Beaulieu                                                          | André Barbeau            | —                                  | —                    | Jean Hamelin                          | Henri P. Schreiber                     |
| 1981  | —                      | —                                | —                             | —                          | —                | Louis Berlinguet              | —                    | Michel Bertrand Robert Guardo                                             | Jean-G. Lafontaine       | —                                  | —                    | Jacques Henripin                      | Robert H. Marchessault                 |
| 1982  | —                      | —                                | —                             | —                          | —                | Gilles Paquet                 | —                    | Marcel Riendeau                                                           | J.-André Fortin          | —                                  | —                    | Gilles Marcotte                       | André Joyal                            |
| 1983  | —                      | —                                | —                             | —                          | —                | Larkin Kerwin                 | —                    | Guy Bélanger                                                              | Germain Brisson          | —                                  | —                    | Adrien Pinard                         | Aldée Cabana                           |
| 1984  | —                      | —                                | —                             | —                          | —                | Fernand Dumont                | —                    | Fernand Claisse                                                           | Wladimir A. Smirnoff     | —                                  | —                    | William Francis Mackey                | Ashok K. Vijh                          |
| 1985  | —                      | —                                | —                             | —                          | —                | Gérard Bouchard               | —                    | Jean-Marc Lalancette                                                      | Louis Legendre           | Arnold J. Drapeau                  | —                    | Gérard Bergeron                       | Jacques E. Desnoyers                   |
| 1986  | —                      | Laurent Santerre                 | —                             | —                          | —                | Fernand Roberge               | —                    | Gilles Y. Delisle                                                         | Marc Cantin              | Louis Legendre Pierre Legendre     | —                    | Thérèse Gouin-Décarie                 | Joshua Rokach                          |
| 1987  | —                      | Laurent Mailhot                  | —                             | —                          | —                | Michael Florian               | —                    | Marcel Gagnon                                                             | Guy Lemieux              | Michel Maldague                    | —                    | Gérald Beaudoin                       | Stephen Hanessian                      |
| 1988  | —                      | Fernande Saint-Martin            | —                             | —                          | —                | André Roch Lecours            | —                    | Luc Jobin                                                                 | Pierre Borgeat           | Jean Bédard                        | —                    | Marc-Adélard Tremblay                 | Gregor V. Bochmann                     |
| 1989  | —                      | Jean-Jacques Nattiez             | —                             | —                          | —                | Henri Dorion                  | —                    | Jean-Marc Rousseau                                                        | Jules Hardy              | Peter G. C. Campbell André Tessier | —                    | Guy Rocher                            | Gilles Fontaine                        |
| 1990  | —                      | Paul-Hubert Poirier              | —                             | —                          | —                | Paul Brazeau                  | —                    | Ghyslain Dubé                                                             | Jacques de Champlain     | André Bouchard                     | —                    | Léon Dion                             | Francis Clarke                         |
| 1991  | —                      | Andrée Lajoie                    | —                             | —                          | —                | Jean-Charles Chebat           | —                    | Matthew Lennig                                                            | Jacques Leblanc          | Mohammed I. El-Sabh                | —                    | Marcel Dagenais                       | Guy Perreault                          |
| 1992  | —                      | François Duchesneau              | —                             | —                          | —                | Ferdinand Bonn                | —                    | Serge Gracovetsky                                                         | Paul Jolicoeur           | Claude Hillaire-Marcel             | —                    | Vaira Vīķe-Freiberga                  | Gilles Brassard                        |
| 1993  | —                      | Paul-André Linteau               | —                             | —                          | —                | Karen Messing                 | —                    | Pierre-Claude Aïtcin                                                      | Albert J. Aguayo         | Pierre Béland                      | —                    | Jean-Denis Gendron                    | Raymond Bartnikas                      |
| 1994  | —                      | Claire Lefebvre                  | —                             | —                          | —                | Régine Robin                  | —                    | John H. T. Luong                                                          | Emil Skamene             | Jean-Claude Therriault             | —                    | Albert Legault                        | Serge Kaliaguine                       |
| 1995  | —                      | Louise Marcil                    | —                             | —                          | —                | Albert S. Bregman             | —                    | Roman Baldur                                                              | André Parent             | Donna Mergler                      | —                    | Marc Le Blanc                         | Michel C. Delfour                      |
| 1996  | —                      | Marc Angenot                     | —                             | —                          | —                | —                             | —                    | Gérard Marc-Aurèle Michel Deblois                                         | Domenico Regoli          | Edwin Bourget                      | —                    | André Blais                           | Howard Alper                           |
| 1997  | —                      | Igor Mel'čuk                     | —                             | —                          | —                | —                             | —                    | Jacques Desrosiers François Soumis                                        | Rémi Quirion             | Richard Carignan                   | —                    | Pierre-André Julien                   | Robert Prud'homme                      |
| 1998  | —                      | Richard Bodéüs                   | —                             | —                          | —                | Rodolphe De Koninck           | —                    | Avi Friedman                                                              | Serge Rossignol          | Gerardo Buelna                     | —                    | Maryse Lassonde                       | Louis Taillefer                        |
| 1999  | —                      | Josiane Boulad-Ayoub             | —                             | —                          | —                | Gilbert Laporte               | —                    | Louis Cartillier Yves Dumoulin Vincent Lenaerts Mircea-Alexandru Mateescu | Guy Rouleau              | Yves Bergeron                      | —                    | Georges Dionne                        | Ke Wu                                  |
| 2000  | —                      | Bernard Beugnot                  | —                             | —                          | —                | Michel Laroche                | —                    | François Gonthier                                                         | Rima Rozen               | Michel Fournier                    | —                    | Hélène Dumont                         | Pierre J. Carreau                      |
| 2001  | Michel Bergeron        | Raymond Lemieux                  | —                             | —                          | —                | Normand Séguin                | —                    | Germain Lamonde                                                           | Nabil Seidah             | Louis Bernatchez                   | —                    | Danielle Juteau                       | John J. Jonas                          |
| 2002  | Jean-Pierre Villeneuve | Paul Villeneuve                  | —                             | —                          | —                | Richard E. Tremblay           | —                    | —                                                                         | Graham Bell              | Éric Dewailly                      | —                    | Marcel Boyer                          | Pierre L'Écuyer                        |
| 2003  | Marcel Fournier        | Stéphane Vachon                  | —                             | —                          | —                | Leon Glass                    | —                    | Maher Boulos                                                              | Mona Nemer               | Chandra Madramootoo                | —                    | Réjean Landry                         | André-Marie Tremblay                   |
| 2004  | Alain Beaudet          | Yvan Lamonde                     | —                             | —                          | —                | —                             | —                    | —                                                                         | Jacques Montplaisir      | Marc Lucotte                       | —                    | John A. Hall                          | Adi Eisenberg                          |
| 2005  | Michel Moisan          | François Ricard                  | —                             | —                          | —                | —                             | —                    | Mohamad Sawan                                                             | Laurent Descarries       | Lawrence Mysak                     | —                    | Jean-Marie Dufour                     | André Bandrauk                         |
| 2006  | Patrick Paultre        | Daniel Weinstock                 | —                             | —                          | —                | —                             | —                    | Allen Huang Robyn Tamblyn                                                 | Michel Bouvier           | Martin J. Lechowicz                | —                    | Louise Nadeau                         | André B. Charrette                     |
| 2007  | Édith Hamel            | Lise Gauvin François-Marc Gagnon | —                             | —                          | —                | Yves Gingras                  | —                    | Jean Caron                                                                | André Veillette          | Donald Smith                       | —                    | Alain Gagnon                          | Victoria Kaspi                         |
| 2008  | Pierre D. Harvey       | Robin Yates                      | —                             | —                          | —                | Pierre Hansen                 | —                    | —                                                                         | Michael Kramer           | René Laprise                       | —                    | Maurice Tardif                        | James D. Wuest                         |
| 2009  | Alain Caillé           | Claude Panaccio                  | —                             | —                          | —                | Isabelle Peretz               | —                    | Roger Lecomte                                                             | Michel J. Tremblay       | Jean-Guy Vaillancourt              | —                    | Suzanne Rivard                        | Yoshua Bengio                          |
| 2010  | Jean-Pierre Després    | Sherry Simon                     | —                             | —                          | —                | Louise Vandelac               | —                    | Gregory Dudek                                                             | René Roy                 | Christian Messier                  | —                    | Bernard Bernier                       | François Major                         |
| 2011  | Michel Bouvier         | Benoît Melançon                  | —                             | —                          | —                | Bartha Knoppers               | —                    | —                                                                         | Claude Perreault         | Anne de Vernal                     | —                    | Carole Lévesque                       | Mario Leclerc                          |
| 2012  | Alain Fournier         | Jean Grondin                     | —                             | —                          | —                | Mohamad Sawan                 | —                    | —                                                                         | Julien Doyon             | André Roy                          | Marguerite Mendell   | Charles Morin                         | Masoud Farzaneh                        |
| 2013  | Marc Lucotte           | Lori Saint-Martin                | —                             | —                          | —                | Yves De Koninck               | —                    | —                                                                         | Jean-Pierre Julien       | Jean Bousquet                      | Louise Nadeau        | Céline Le Bourdais                    | Christophe Caloz                       |
| 2014  | Srečko Brlek           | André Gaudreault                 | —                             | Luc Desautels              | —                | Sylvain Martel                | —                    | —                                                                         | Marc-André Sirard        | Paul Del Giorgio                   | Line Chamberland     | Martine Hébert                        | Alexandre Blais                        |
| 2015  | Pierre Legendre        | Joanne Burgess                   | —                             | Mohamed Benhaddadi         | —                | Carl-Éric Aubin               | —                    | —                                                                         | Guy Sauvageau            | Paule Halley                       | Lucie Lemonde        | Susanne Lajoie                        | Françoise Winnik                       |
| 2016  | Pierrette Gaudreau     | Anna Maria Di Sciullo            | —                             | Catherine Fichten          | —                | André-Pierre Contandriopoulos | —                    | —                                                                         | Gustavo Turecki          | Anne Bruneau                       | Lucie Lamarche       | Diane Poulin-Dubois                   | Gilbert Laporte                        |
| 2017  | Ginette Michaud        | Isabelle Daunais                 | —                             | Éric Tamigneaux            | —                | Angelo Tremblay               | —                    | —                                                                         | Jacques Simard           | Marc Amyot Michèle Prévost         | Louise Potvin        | Michel Janosz                         | René Doyon                             |
| 2018  | Louis Taillefer        | Jocelyn Létourneau               | —                             | Ivan L. Simoneau           | —                | Sonia Lupien                  | —                    | —                                                                         | Sylvain Moineau          | Alfonso Mucci                      | Brian Mishara        | Ann Langley                           | Pierre Thibault                        |
| 2019  | Yves Bergeron          | Shana Poplack                    | —                             | Martin Aubé                | —                | Roger Lecomte                 | —                    |                                                                           | Sylvain Chemtob          | Beatrix Beisner                    | Marie-Thérèse Chicha | Robert J. Vallerand                   | Normand Voyer                          |
| 2020  | Sylvana Côté           | Monique Cormier                  | —                             | Antoine Corriveau-Dussault | —                | Hugo Asselin                  | Françoise Armand     |                                                                           | Anne-Marie Mes-Masson    | Sébastien Sauvé                    | Joanne Otis          | Michel Boivin                         | Réal Vallée                            |
| 2021  | Emile Levy             | Michel Biron                     | —                             | Jean-François Lemay        | —                | Gilles Comeau                 | Susanne Lajoie       |                                                                           | Sylvie Belleville        | Jacques Brodeur                    | Céline Bellot        | Marie Beaulieu                        | Federico Rosei                         |
| 2022  | Sylvie Nadeau          | Laurier Turgeon                  | —                             | Simon Langlois             | —                | Catherine Beaudry             | Abdelkrim Hasni      |                                                                           | Lucie Germain            | Roxane Maranger                    | Claude Villeneuve    | Danielle Maltais                      | Luc Vinet                              |
| 2023  | Marie-France Morin     | Jean-Marc Narbonne               | —                             | Martin Boubonnais          | Annette Boudreau | Alain Cuerrier                | Maurice Tardif       |                                                                           | Alain Brunet             | Pierre Drapeau                     | Jérôme Dupras        | Manon Bergeron                        | Roberto Morandotti                     |
| 2024  | Marcel Babin           | Yolande Cohen                    | Michel Olivier et Réal Vallée | Karine Cellard             | Jacinthe Savard  | Caroline Duchaine             | Isabelle Archambault |                                                                           | Laurent Mottron          | Philippe Archambault               | Lucie Sauvé          | Francine Saillant                     | Clément Gosselin                       |
| Année | Prix A.-Pouliot        | Prix A.-Laurendeau               | Prix Collaboration interordre | Prix D.-Barbeau            | Prix G.-Paquet   | Prix J.-Rousseau              | Prix J.-Lapointe     | Prix J.-A.-Bombardier                                                     | Prix L.-Pariseau         | Prix M.-Jurdant                    | Prix P.-Dansereau    | Prix M.-Vincent Prix T.-Gouin-Décarie | Prix U.-Archambault                    |

## Liste des lauréats de la relève
En 2001, l'Acfas décerne un premier prix relève, en partenariat avec Ressources naturelles, pour récompenser un étudiant ou une étudiante au doctorat dans le domaine des ressources naturelles. En 2013, l'Institut de recherche Robert-Sauvé en santé et en sécurité du travail se joint à l'ACFAS pour deux nouveaux prix : le prix ACFAS-IRSST maîtrise et le prix ACFAS-IRSST doctorat, pour les chercheurs dans le domaine de la santé et sécurité du travail.
| Année | Prix ACFAS Ressources naturelles   | Prix ACFAS IRSST Doctorat | Prix ACFAS IRSST Maîtrise | Concours de vulgarisation                                                                        |
| ----- | ---------------------------------- | ------------------------- | ------------------------- | ------------------------------------------------------------------------------------------------ |
| 2001  | Patrick Mercier-Langevin           | —                         | —                         | Clermont Dionne Patrick Pollefeys Marc-André Fortin Sophie Gilbert Nathalie Perret               |
| 2002  | André Ménard                       | —                         | —                         | Gabriel Fortin Isabelle Goupil-Sormany Isabelle Marcotte Chantal Racine Valérie Gaëlle Roullin   |
| 2003  | Sylvain Jutras                     | —                         | —                         | Virginie-Arielle Angers Laetitia Davidovic Geneviève Dorion Yanelia Caroline Yabar Félix Racine  |
| 2004  | Onil Bergeron                      | —                         | —                         | François Dion Richard Dolbec François Ravenelle Mariève Desjardins Andrzej Pelc                  |
| 2005  | François Leclerc                   | —                         | —                         | Nicolas Bisson Christian Lévesque Anny Sauvageau Jacques-André Boulay Stéphanie Racette          |
| 2006  | Virginie-Arielle Angers            | —                         | —                         | Jacques Forest Geneviève Dorval-Douville Stéphanie Pellerin Nathalie Charbonneau Geneviève Aubry |
| 2007  | Myriam Drouin                      | —                         | —                         | Luc Pellecuer Annick St-Denis Sandra Lai Marie-Ève Brault Vincent Careau                         |
| 2008  | Benoit Lafleur                     | —                         | —                         | Geneviève Allard Christiane Dupont Olivier Morisset Dominique Drullion Claude La Charité         |
| 2009  | Julien Beguin                      | —                         | —                         | Erik Harvey-Girard Dominique Lepage Fabienne Samson Marie-France Marin Sonia Guillemette         |
| 2010  | Christian Roy                      | —                         | —                         | Nicolas Mansuy Ha-Loan Phan Guy Lemay Katy Leduc                                                 |
| 2011  | Diane Bastien                      | —                         | —                         | Viviane Lalande Sylvanne DanielsStéphanie Briaud Julie Godbout Josiane Mélançon                  |
| 2012  | Marie-Pier Éthier                  | —                         | —                         | Annie Chalifour Jean-Bastien Lambert Maude Perreault Marie-Ève André                             |
| 2013  | Richard Arsenault                  | Valérie Albert            | Véronique Dansereau       | Christian-Alexandre Castellano Samuel Rochette Carole Anglade Thomas Burelli Roxane Lavoie       |
| 2014  | François Allard                    | Gabrielle Legendre        | Judith Robitaille         | Richard Naud Morgane Urli Sophie Brajon Alexandre Bigot Rachel Langevin                          |
| 2015  | Alexander Timofeev Pierre-Luc Huot | Axelle Marchand           | Pascale Maillette         | Carole Miéville Hugo Bonin Dany Vohl                                                             |
| 2016  | Maude Josée Blondin                | Alexandra Lecours         | Vanessa Dion-Dupont       | Jean-Christophe Bérubé Caroline Dallaire-Théroux Julie Reinling Isabelle Mayer-Jouanjean         |
| 2017  | Marie-Ève Jean                     | Maxime Fortin             | Marie-Christine Richard   | Philippe Therrien Louise-Emmanuelle Paris Rachel Hussherr Paméla Trudeau-Fisette                 |
| Année | Prix Acfas Ressources naturelles   | Prix Acfas IRSST Doctorat | Prix Acfas IRSST Maîtrise | Concours de vulgarisation                                                                        |